# Batalla de Loncomilla
La batalla de Loncomilla fue un combate desarrollado en el marco de la Revolución de 1851. Se desarrolló el 8 de diciembre de 1851 en el llano cercano al río del mismo nombre, cerca de donde después se fundó Villa Alegre, en la provincia de Linares (Chile). El bando leal al gobierno fue dirigido por Manuel Bulnes, mientras que el bando opositor estuvo a cargo de José María de la Cruz.

## Antecedentes
El candidato oficial del Gobierno a la Presidencia de la República, el estadista Manuel Montt, obtuvo un gran triunfo en las urnas en la elección del 25 de junio de 1851. Los partidarios del General José María de la Cruz, el Caudillo del Sur, apoyado por el liberalismo chileno, entendieron que la elección estaba viciada por el franco y no encubierto apoyo del gobierno al candidato oficial y por la intervención electoral del Ejecutivo. Iba a empezar la revolución de 1851 en Concepción y en La Serena, entonces ciudades extremas del territorio, equidistantes de Santiago y todas tres las más antiguas del país.
Manuel Montt asumió la presidencia el 18 de septiembre de 1851 en una situación crítica para su gobierno. Cinco días antes, la noche del 13, estalló la insurrección en Concepción. La encabezaron Fernando Baquedano Rodríguez y Cornelio Saavedra Rodriguez, de la Cruz se negó a dirigirlo. Mientras que ya el 7 de septiembre se habían rebelado en La Serena los dirigentes opositores y extendido su influencia a toda la provincia, los dirigían los fugitivos José Miguel Carrera Fontecilla y Benjamín Vicuña Mackenna que rápidamente organizaron una milicia. Las noticias de ambas sublevaciones animaron la de dos batallones del regimiento "Chacabuco" que entraron en Santiago el mismo día en que Montt asumió la presidencia siendo sometidos a duras penas.
La situación militar del gobierno era muy grave, el ejército regular contaba con apenas 2266 hombres, incluyendo oficiales y Estado Mayor, de esta fuerza dos compañías del regimiento "Yungay" se habían sumado a la sublevación de La Serena y todos suponían que el "Carampangue", el mejor batallón regular, el regimiento de "Cazadores a caballo" y la brigada de artillería de Talcahuano serían la base del ejército sublevado del sur.
Con las tropas aún leales el general Bulnes partió a Talca a organizar la resistencia contra la mayor amenaza, los rebeldes de Concepción, en tanto que ahí las fuerzas que prefirieron seguir leales al gobierno se replegaron del norte. Bulnes decidió reunir en Chocoa (Loncomilla) las fuerzas recuperadas de Concepción, los cuerpos de Talca y las unidades que venían en camino, con ellas formarían el ejército gubernamental que el 2 de noviembre iniciaba su marcha al sur contando con 3345 hombres.
En tanto que de la Cruz asumía el mando de las fuerzas sublevadas en Concepción, por temperamento decidió no tomar la ofensiva y organizar sus fuerzas, a su ejército de las tropas veteranas de la Frontera y las milicias cívicas de la provincia de Concepción sumó algunos centenares de mapuches de los caciques Maguil Bueno y Catrileo, con la ayuda de mecánicos y armeros alemanes, logró tener armamento para un ejército de 4000 hombres.

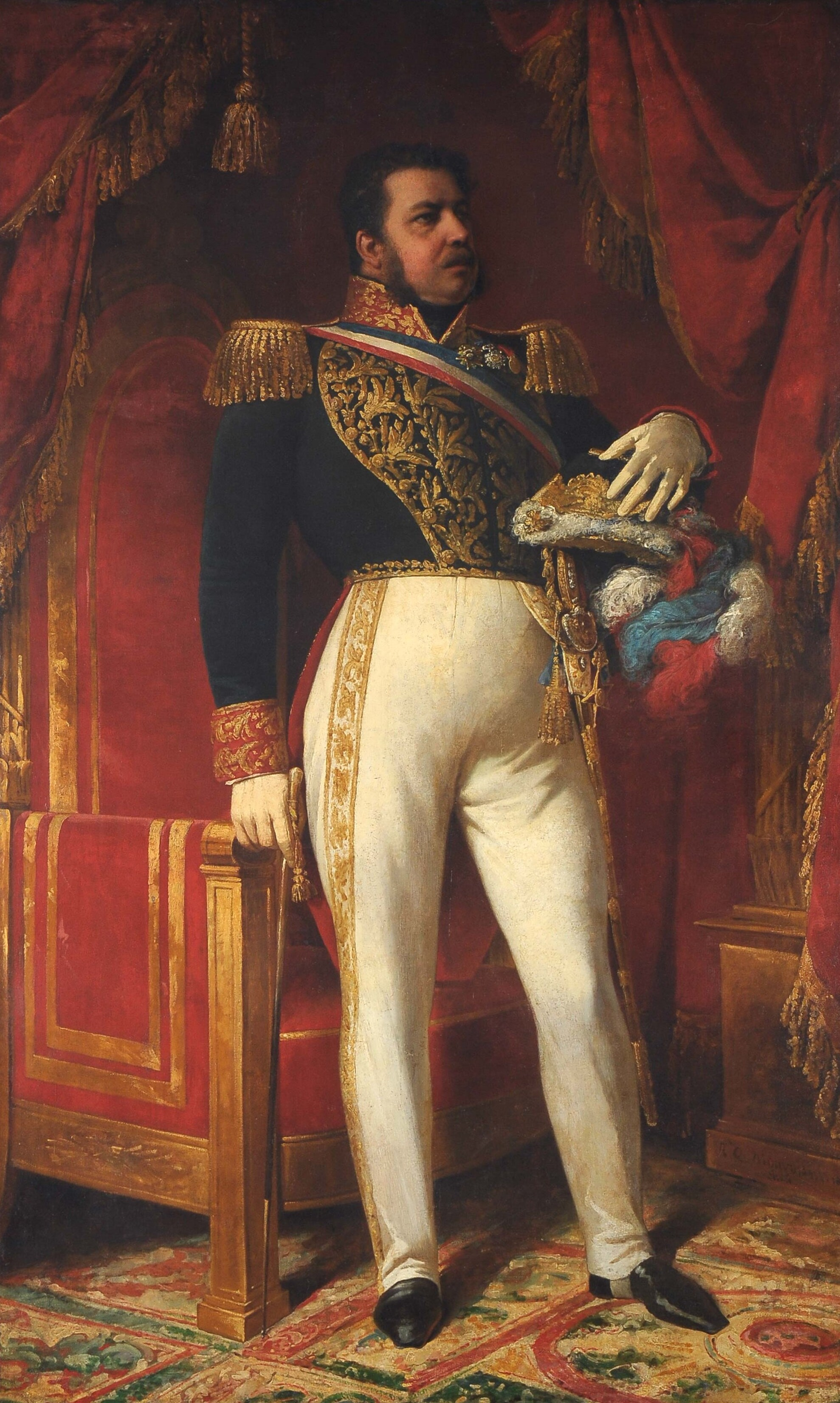
Manuel Bulnes.

El 22 de octubre de la Cruz llegaba a su hacienda de Peñuelas donde se enteró de que la derrota de Carrera en Petorca le obligaba a tener que tomar la ofensiva, el 25 ocupó Chillán mientras que Bulnes inició su camino a la ciudad el 19 de noviembre, de la Cruz no le atacó y decidió negociar, ofreciendo una tregua para que se organizaran nuevas elecciones, lo que Bulnes rechazó mientras se ubicaba en los alrededores de la ciudad, de la Cruz formó su línea de batalla en posiciones bastantes ventajosas a lo que sumaba que gran parte de las municiones de las tropas gubernamentales habían quedado inutilizadas en el cruce del río Ñuble obligaron a Bulnes a no enfrentar al enemigo y resolver retroceder a Talca, su base de operaciones.
En la madrugada del 29 marchaba rumbo al oriente con sus fuerzas, el 7 de diciembre Bulnes organizó una fuerza para atacar por sorpresa al enemigo que le seguía en la medianoche, en la madrugada siguiente los gubernamentales tomó camino al sur sorpresivamente tomando desprevenido a de la Cruz, que envió a Baquedano ya que el área se hallaba desguarnecida y por ahí Bulnes podría flanquear al enemigo, maniobra imposibilitada por el movimiento de Baquedano. Sin embargo, en su apuro la caballería rebelde quedó separada al otro lado del río Loncomilla.

## La batalla
Bulnes llegó al pueblo de Reyes y analizando su situación decidió presentar batalla a pesar de que su sorpresiva maniobra había sido frustrada. Con ambos ejércitos deplegados Bulnes envió una columna con la orden de flanquear el ala derecha enemiga y atacarle por la retaguardia mientras que su secretario Antonio García Reyes debía distraer al enemigo enfrentándolo de frente con el resto de la infantería y la artillería.
De la Cruz ocupó el pueblo y atrincherarse en él, Bulnes ordenó el ataque frontal y se produjo una sangrienta lucha casa por casa, los rebeldes aplicaron un fuerte fuego contra su enemigo pero esto no impidió su avance. El campo quedó sembrado de cadáveres.
Mientras eso sucedía en el centro, Baquedano intentando definir la batalla ordenó el ataque de 900 jinetes. Llegaron al barranco de Barros Negros, donde las filas delanteras cayeron al fondo empujados por quienes les seguían y estos sufrieron el mismo destino empujados por las tropas de retaguardia, la carga terminó en una masacre y dejó sin caballería a los rebeldes. A las 11 de la mañana, tras cuatro horas de lucha, de la Cruz ordenó a sus tropas el repliegue, se había quedado sin víveres ni municiones y había perdido cerca de un tercio de su ejército. Ante esto los hombres de Bulnes se lanzaron contra ellos al abandonar sus posiciones defensivas produciéndose una feroz lucha y hacia las 3 de la tarde la desbandada rebelde que no paró hasta llegar al río Maule.

## Consecuencias
Los fugitivos llegaron a Bobadilla el día 9 pasando revista apenas 2000 sobrevivientes, las deserciones aumentaron (sobre todo de los oficiales). El 11 de diciembre de la Cruz inició negociaciones con Bulnes quien le seguía a una distancia prudente, el comandante rebelde estableció su cuartel general en Purapel donde el 16 se firmó el Tratado de Purapel, en el que de la Cruz dejaba a su ejército a cargo de Bulnes a cambio de la amnistía a él y sus hombres, el general vencido se retiró a la vida privada y no volvería a pasar a la política. Las fuerzas del gobierno pasarían a lanzar su campaña contra los rebeldes norteños, sometiéndolos a fines del mismo mes.